# (4237) Раушенбах
(4237) Раушенбах (лат. Raushenbakh) — типичный астероид главного пояса, открыт 24 сентября 1979 года советским астрономом Николаем Черных в Крымской астрофизической обсерватории и 3 мая 1996 года назван в честь советского и российского физика Бориса Раушенбаха.

## Обнаружение и именование
(4237) Раушенбах
Открыт 24 сентября 1979 года в Научном Н. С. Черных.
Назван в честь члена Российской академии наук и Международной академии астронавтики, профессора Московского физико-технического института с 1947 года Бориса Викторовича Раушенбаха (р. 1915). Он внёс ценный вклад в область механики, а также в теорию и практику ракетостроения и освоения космоса.
Оригинальный текст (англ.)4237 Raushenbakh
Discovered 1979-09-24 by Chernykh, N. S. at Nauchnyj.
Named in honor of Boris Viktorovich Raushenbakh (b. 1915), member of the Russian Academy of Sciences and the International Academy of Astronautics, and a professor at Moscow Physical and Technical Institute from 1947. He has made valuable contributions in the field of mechanics and in the theory and practice of rocket-building and space exploration.
Источники: DISCOVERY.DB; M.P.C. 27126.

## Орбита

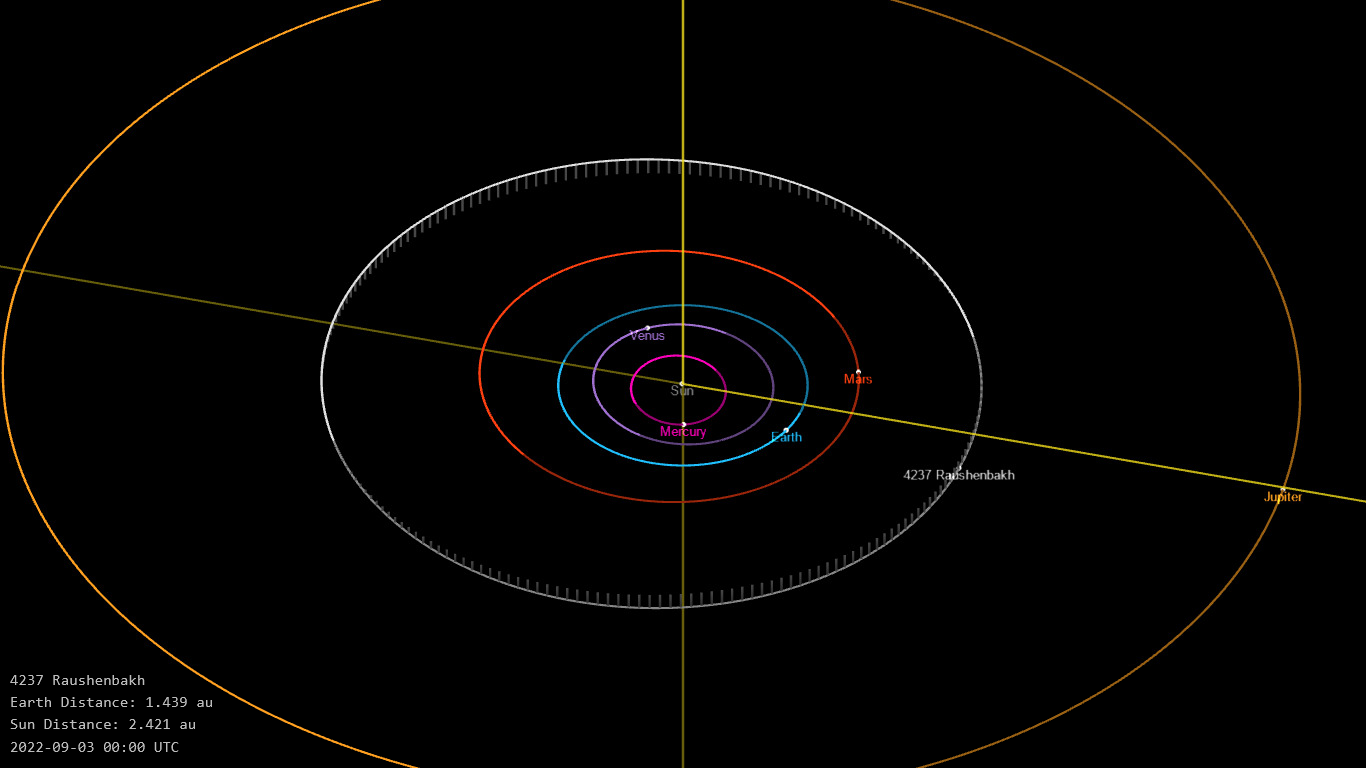
Орбита астероида Раушенбах и его положение в Солнечной системе

## Физические характеристики
Астероид относится к таксономическому классу C.
По результатам наблюдений системы телескопов панорамного обзора и быстрого реагирования Pan-STARRS, наблюдений системы последнего оповещения о столкновении астероида с Землей Asteroid Terrestrial-impact Last Alert System и наблюдений космического телескопа оптического диапазона Gaia абсолютная звёздная величина астероида сначала оценивалась равной 13,07±0,21m, позже — 12,56±0,045m и 13,12±0,172m, 13,00±0,39m.